# Bruno César
Bruno César Zanaki (Santa Bárbara d'Oeste, 3 novembre 1988) è un ex calciatore brasiliano, di ruolo centrocampista.

## Palmarès

### Club

#### Competizioni nazionali
- Coppa di Lega portoghese: 1

Sporting Lisbona: 2017-2018